# Wapen van Noord-Polsbroek

Wapen van Noord-Polsbroek

Het wapen van Noord-Polsbroek werd op 11 september 1816 door de Hoge Raad van Adel aan de Utrechtse gemeente Noord-Polsbroek bevestigd. De gemeente Noord-Polsbroek is echter volgens de Hoge Raad van Adel en vele andere internetbronnen officieel ontstaan op 1 januari 1818, dus ruim een jaar na de bevestiging. Er is wel één bron gevonden waarin gesteld wordt dat de gemeente Noord-Polsbroek in 1814 is ontstaan, dus vóór de wapenbevestiging. Een mogelijkheid zou kunnen zijn dat Noord-Polsbroek een wapen aangevraagd heeft voor het de officiële status van gemeente kreeg. Hiervoor ontbreekt (internet)bewijs.
Op 8 september 1957 ging Noord-Polsbroek samen met Zuid-Polsbroek op in de nieuwe gemeente Polsbroek. Het wapen van Noord-Polsbroek is daardoor komen te vervallen als gemeentewapen. Het wapen van Polsbroek is een voortzetting van het wapen van Noord-Polsbroek, maar zonder de kroon.

## Blazoenering
De blazoenering van het wapen luidde als volgt:
Zijnde van goud met eene geschakeerde bande van twee rijen van keel en zilver. Het schild gedekt door een gouden kroon van drie bladeren en twee paarlen.
De heraldische kleuren zijn goud (geel of goud), keel (rood) en zilver (wit).

## Verklaring
Het wapen van Noord-Polsbroek is  ontleend aan het wapen van de IJsselsteinse tak van de familie Van Amstel. Arnoud van Amstel wordt gezien als de stamvader van het geslacht IJsselstein. Deze familie had Noord-Polsboek in haar bezit.

## Verwante wapens

Wapen van Benschop
Wapen van Polsbroek
Wapen van IJsselstein
Familiewapen van Ploos van Amstel

Abcoude
· Abcoude-Baambrugge
· Abcoude-Proostdij
· Achttienhoven
· Amerongen
· Benschop
· Breukelen
· Breukelen-Nijenrode
· Breukelen-Sint Pieters
· Bunnik
· Cothen
· Darthuizen
· De Vuursche
· Doorn
· Driebergen
· Driebergen-Rijsenburg
· Everdingen
· Haarzuilens
· Hagestein
· Harmelen
· Hoenkoop
· Hoogland
· Houten
· Indijk
· Jaarsveld
· Jutphaas
· Kamerik
· Kockengen
· Langbroek
· Leersum
· Linschoten
· Loenen
· Loenersloot
· Loosdrecht
· Maarn
· Maarssen
· Maarsseveen
· Maartensdijk
· Mijdrecht
· Nigtevecht
· Noord-Polsbroek
· Odijk
· Oudenrijn
· Polsbroek
· Rijsenburg
· Ruwiel
· Schalkwijk
· Snelrewaard
· Sterkenburg
· Stoutenburg
· Tienhoven
· Vianen 
· Vinkeveen
· Vinkeveen en Waverveen
· Vleuten
· Vleuten-De Meern
· Vreeland
· Vreeswijk
· Waarder
· Waverveen
· Werkhoven
· Westbroek
· Willeskop
· Willige Langerak
· Wilnis
· Zegveld
· Zuilen
· Zuid-Polsbroek